# Anatolij Kubatskij
Anatolij Lvovitj Kubatskij (født 1. november 1908 i Moskva i Det Russiske Kejserrige, død 29. december 2001 i Moskva i Rusland) var en sovjetisk og russisk teater- og filmskuespiller.

## Biografi
Anatolij Kubatskij blev født den 1. november 1908 i Moskva i Det Russiske Kejserrige i en familie af russificerede polakker. Anatolij var yngste ud af seks børn.
I en ung alder blev Anatolij interesseret i teater, selvom hans far var imod at sønnen skulle blive skuespiller. Han begyndte på teaterskolen som han fik eksamen fra i 1929. Han arbejdede herefter som skuespiller på forskellige teatre i Moskva. Han var i 1931 til 1942 tilknyttet Sovjetunionens statsradiofoni og var fra 1942 til 1957 skuespiller ved V. Majakovsky Teatret. Fra 1957 til 1959 var han skuespiller ved Filmskuespillernes Teaterstudio og fra 1959 til tilknyttet Maxim Gorkij Filmstudiet.
Han var en af de populære skuespillere i sovjetiske eventyrfilm med sit farverige udseende og bemærkelsesværdige stemme. Han medvirkede i mange film instrueret af Aleksandr Rou. Han skabte et helt galleri af karakterer: røvere, konger, troldmænd o.s.v. De mest bemærkelsesværdige roller er rollen som "Kong Jagupop 77." i Kongedømmet af skæve spejle og "Kong Vodokrut 13." i Væversken Marja). Han arbejdede også med at indtale tegnefilm og at lægge stemme til eftersynkroniserede udenlandske film.
Da han var 65, trak Kubatskij sig tilbage og holdt næsten op med at optræde i film. Han døde den 29. december 2001 i Moskva i en alder af 94 og blev begravet i familiegravstedet på Pjatnitskoje-kirkegården.

## Filmografi i udvalg
- 1939 — V ljudjakh (da.: ~ Hos mennesker)
- 1947 — Konjok-Gorbunok (da.: Den lille pukkelryggede hest), stemme
- 1952 — Revisoren
- 1953 — Slutjaj v tajge (da.: Sagen i taigaen)
- 1954 — More studjonoe (da.: Det iskolde hav)
- 1955 — Zakoldovannyj maltjik (da: Den fortryllede dreng), stemme
- 1956 — Ubijstvo na ulitse Dante (da.: Mord på Dante Gade)
- 1958 — Delo bylo v Penkove (da.: Det skete i Penkove)
- 1957 — Otrjad Trubatjova srazjajetsja (da.: Trubatjovs hold kæmper)
- 1958 — Soroka-vorovka (da.: ~ Den tyvagtige skade)
- 1959 — Vasilij Surikov
- 1959 — Zjestokost (da.: Grusomhed)
- 1960 — Marja-iskusnitsa (da: Væversken Marja)
- 1961 — Vetjera na khutore bliz Dikanki (da.: Aftener på en gård nær Dikanka)
- 1963 — Korolevstvo krivykh zerkal (da.: Kongeriget af skæve spejle)
- 1964 — Morozko
- 1965 — Et moderhjerte
- 1967 — Anna Karenina
- 1967 — Ogon, voda i... mednyje truby (da.: Ild, vand og ... kobberrør)
- 1968 — Derevenskij detektiv
- 1968 — Sjjit i metj (da.: Skjold og sværd)
- 1969 — Varvara-krasa, dlinnaja kosa (da.: Smukke Varvara med den lange fletning)
- 1972 — Privalovskije milliony (da.: Privalovs millioner)
- 1973 — Tjipollino